# Kvarteret Fotangeln

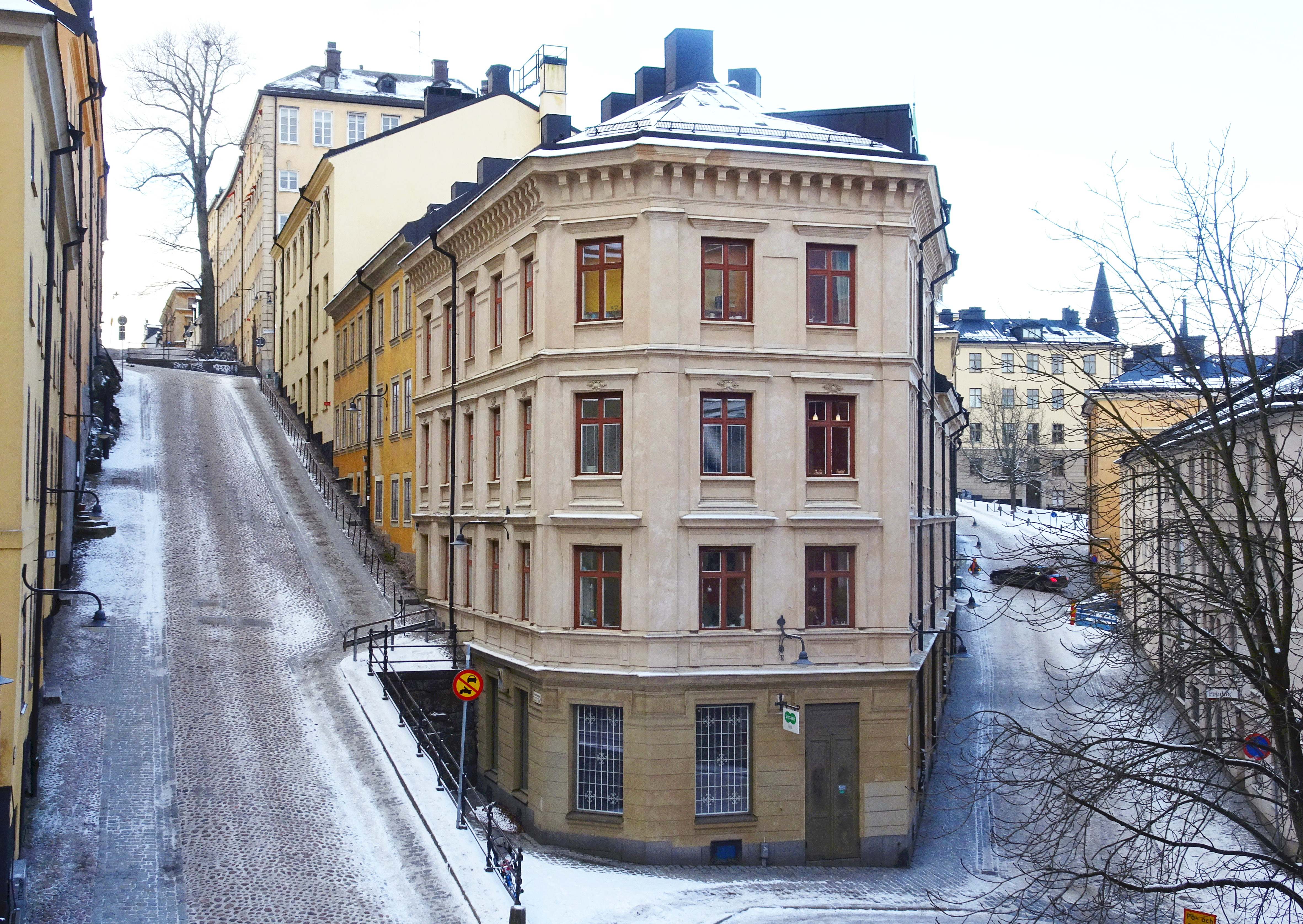
Kvarteret Fotangeln sett mot väster, 2018.

Kvarteret Fotangeln ligger inom kulturreservatet Mariaberget östra på Södermalm i Stockholm. Bebyggelsen i kvarteret bedöms av Stadsmuseet i Stockholm ha "synnerligen höga kulturhistoriska värden" respektive är "särskilt värdefullt från historisk, miljömässig eller konstnärlig synpunkt". Stenbockens byggnader ägs och förvaltas av kommunägda AB Stadsholmen. Kvarteret består idag av tre fastigheter: Fotangeln 1, 3 och 5.

## Kvarteret

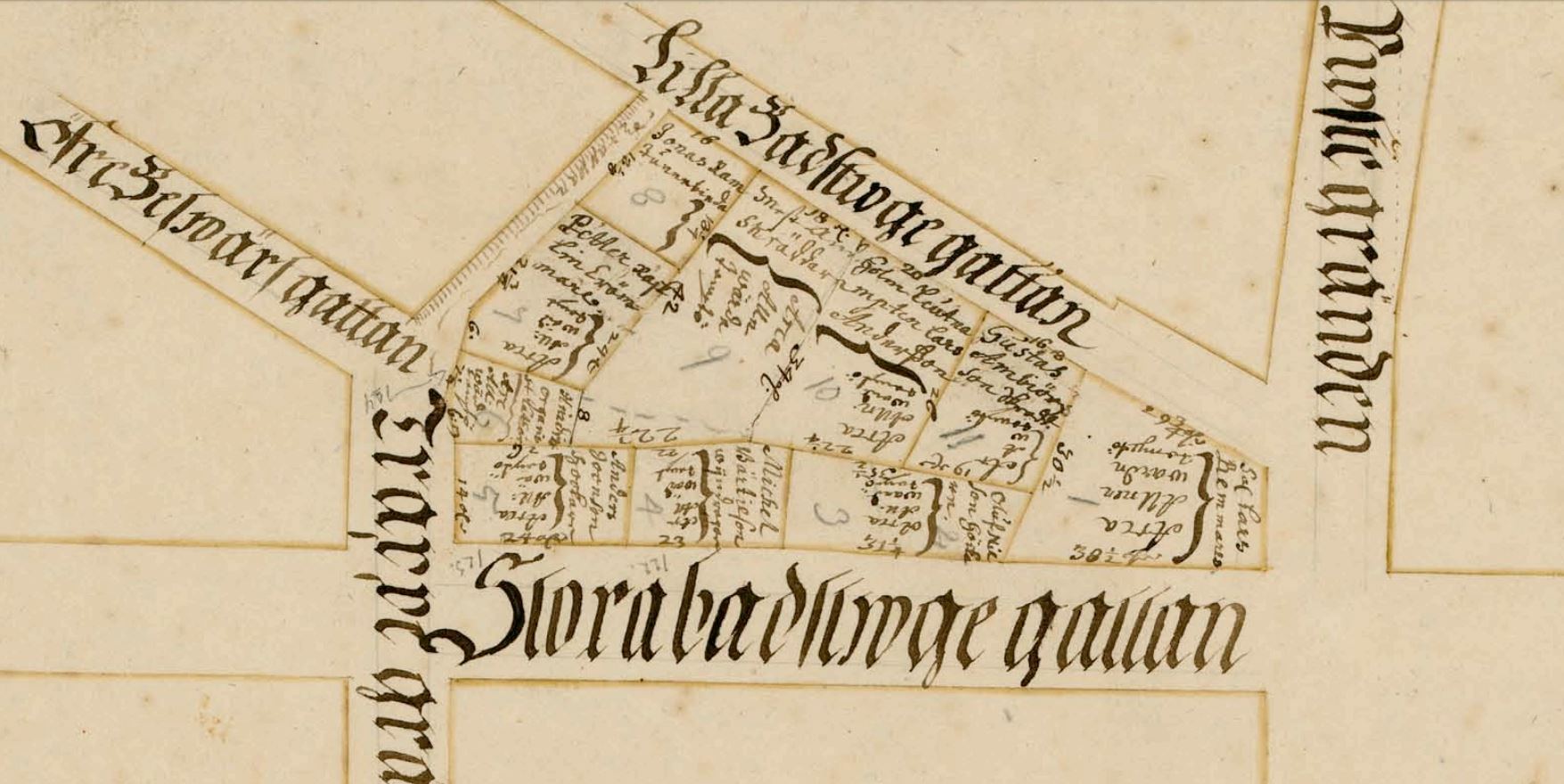
Kvarteret i Holms tomtbok, 1679.

Kvarteret Fotangeln har triangulär form och omges av Maria trappgränd i väster, Brännkyrkagatan i söder och Bastugatan i norr. Namnet hör till de äldsta på Södermalm och är känt sedan 1650 och upptas i Holms tomtbok från år 1679. Namnet tyder på att här kan ha funnits någon befästningsanläggning och att fotanglar ströddes ut för att försvåra stormning genom fientliga trupper. Tomtägarna under 1670-talet framgår av Holms tomtbok och utgjordes av bland annat några hökare (handlare), en tunnbindare och en skräddare. Efter Mariabranden 1759 fick kvarteret nya ägare, bland dem flera färgare.
Trakten präglas av Mariebergets speciella topografi med brant sluttande gator, gränder och trappor. Gatubeläggningen består fortfarande av kullersten så som det var för över hundra år sedan. Hela miljön förmedlar en bra bild av Stockholms historiska bebyggelse med gator och smala gränder. På 1960-talet var husen rivningshotade men under 1970-talet lät Stockholms stad genomföra en varsam upprustning (se Söder 67).

## Kvarterets byggnader

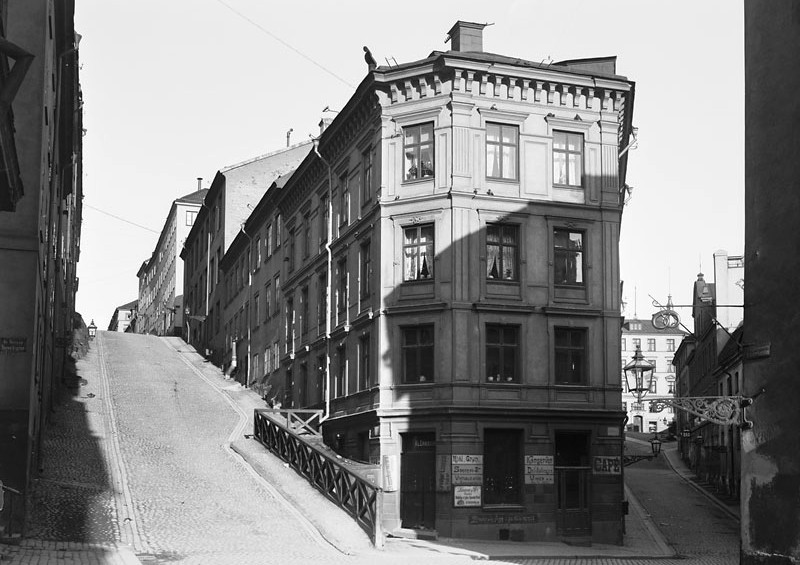
Kvarteret sett mot väster, 1909.

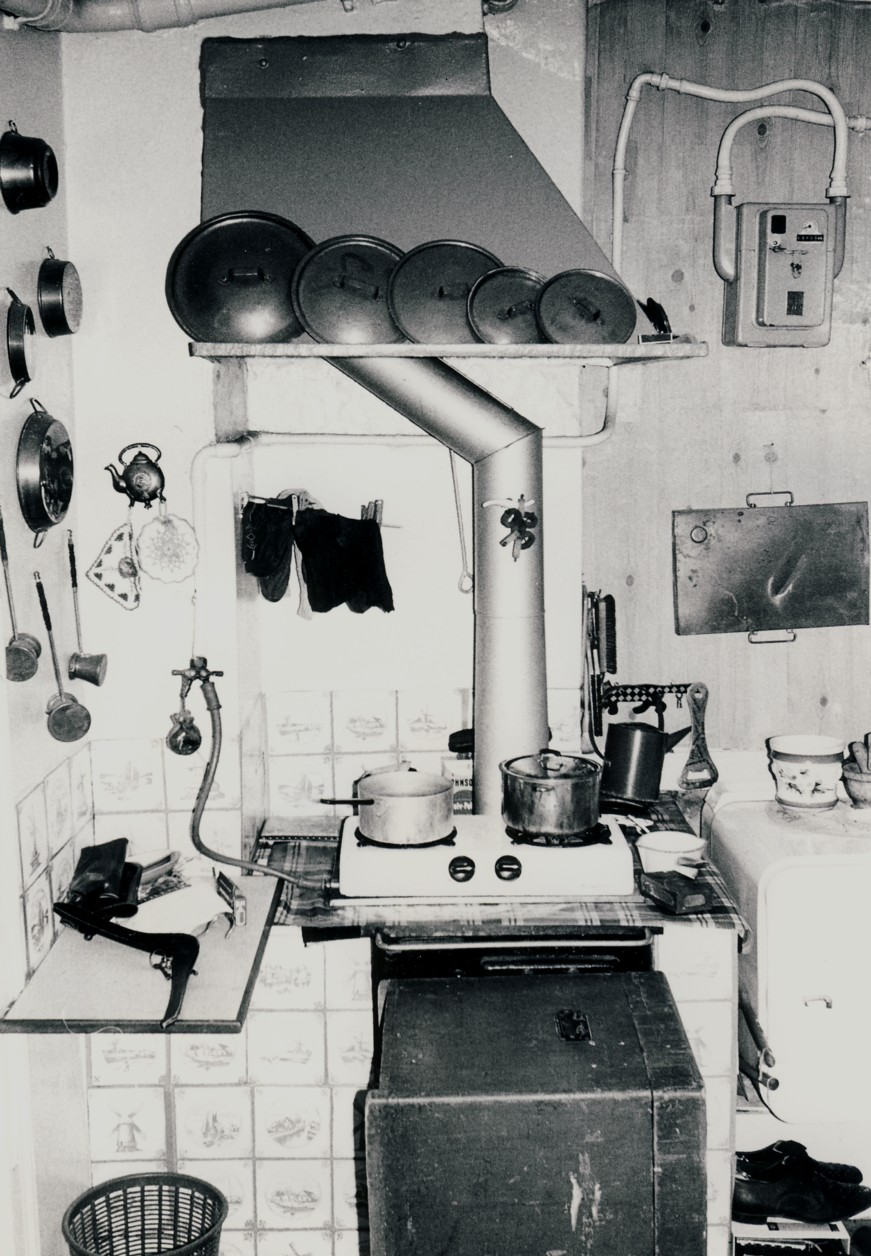
Ett omodernt kök i Fotangeln 1, 1971.

### Fotangeln 1
Fastigheten Fotangeln 1 ligger kvarterets östra del och bildar en spets mot Pustegränd. Föregångaren till nuvarande huset byggdes i början av 1780-talet. 1794 ägdes fastigheten av färgaren Henrik Holm. I huset bedrev Holm sitt färgeri, och i hans brandförsäkring framgår att det rörde sig om ett stenhus i två våningar byggda i vinkel. Holms färgeriverksamhet övertogs av dennes änka och fortgick till mitten av 1800-talet.
År 1851 förvärvades egendomen av färgaren Johan D. Wanselin som lät bygga om det äldre husets västra del till ett fristående hus, det vill säga platsen för nuvarande Brännkyrkagatan 10. Huset inreddes med bostäder som hyrdes ut av Wanselin, han själv bodde dock inte i byggnaden. På 1860-talet höjdes huset med en våning, då var ägaren arkitekt Carl August.
Den största förändringen genomfördes i början av 1880-talet. Då fick byggnadens fasader sitt nuvarande utseende i nyrenässans, motsvarande tidens arkitektursmak. På 1930-talet moderniserades fastigheten genom installation av gas, vatten, avlopp och elektricitet. Samtliga lägenheter fick en liten vattentoalett, dock inga badrum. På hörnet fanns ett café. År 1950 förvärvades fastigheten av Stockholms stad. I börja av 1970-talet lät staden genomföra en genomgripande upprustning för att uppnå modern boendestandard. Ingreppet medföre en del planförändringar. För ombyggnadsritningarna svarade arkitektavdelningen vid Stockholms stads fastighetskontor. I Fotangeln 1 finns idag 19 lägenheter och nio lokaler.

### Fotangeln 3
Fastigheten Fotangeln 3 upptar kvarterets sydvästra hörn. Till fastigheten hör även en mindre trädgård. Byggnaden började uppföras år 1800 som ett enkelt magasin. År 1811 disponerades byggnaden av tobaksfarikanten Thomas Andreas Aspelin som hade sin fabrik i kvarteret Stenbocken på andra sidan Brännkyrkagatan. På 1830-talet hade franske silkesfärgaren Antoine Lenvir sin verksamhet i byggnaden och efter 1860 ägdes fastigheten av tobaksfirman Brinck, Hafström & Co. Det hade tagit över Aspelins fabrik och fanns kvar i Stenbocken och Fotangeln till slutet av 1890-talet. År 1883 höjdes huset med en tredje våning.
Nästa ägare var Albert Terberger AB som tillverkade yllevaror, silkestrikåer och bomullsvaror. Under Terbergers tid upptogs de stora fönsteröppningar och byggnaden fick sitt nuvarande utseende. Albert Terberger AB stannade i Fotangeln 3 fram till 1929, därefter fanns här bland annat påsfabrik, mekanisk verkstad och barnhem. Fastigheten förvärvades av Stockholms stad 1950 som lät upprusta den av AB Familjebostäder i slutet av 1970- och början av 1980-talet. Idag används byggnaden som aktivitetshus och kontor som disponerar tre lokaler om 1 233 m². I huset finns inga bostäder.

### Fotangeln 5
Fastigheten Fotangeln 5 ligger i kvarterets nordvästra hörn Bastugatan / Maria trappgränd. Till huset hör en liten bakgård med trädgård. Fotangeln 5 består av två byggnader som tillkom vid olika tider. Den äldre ligger i hörnet och uppfördes under 1700-talets andra hälft. Den yngre härrör från 1860-talet. Hörnhuset ägdes 1784 av grosshandlaren J. L. D’Ailly Johansson. Omkring 1830 köptes huset av silkesfärgaren Antoine Lenvir. Han ägde vid samma tid även Fotangeln 3.
År 1866 hette ägaren G. Wickman, som var pianofabrikör. Han byggde nytt och lät höja den befintliga byggnaden med en våning. I huset fanns utöver lägenheter även Wickmans pianotillverkning och en salubod. Han kvarstod som ägare fram till 1910. Fotangeln 5 köptes av staden 1950 som under början av 1970-talet lät upprusta fastigheten. För ombyggnadsritningarna stod arkitektavdelningen vid Stockholms stads fastighetskontor under medverkan av Stockholms stadsmuseum. I huset finns sex lägenheter och en lokal.

## Bilder

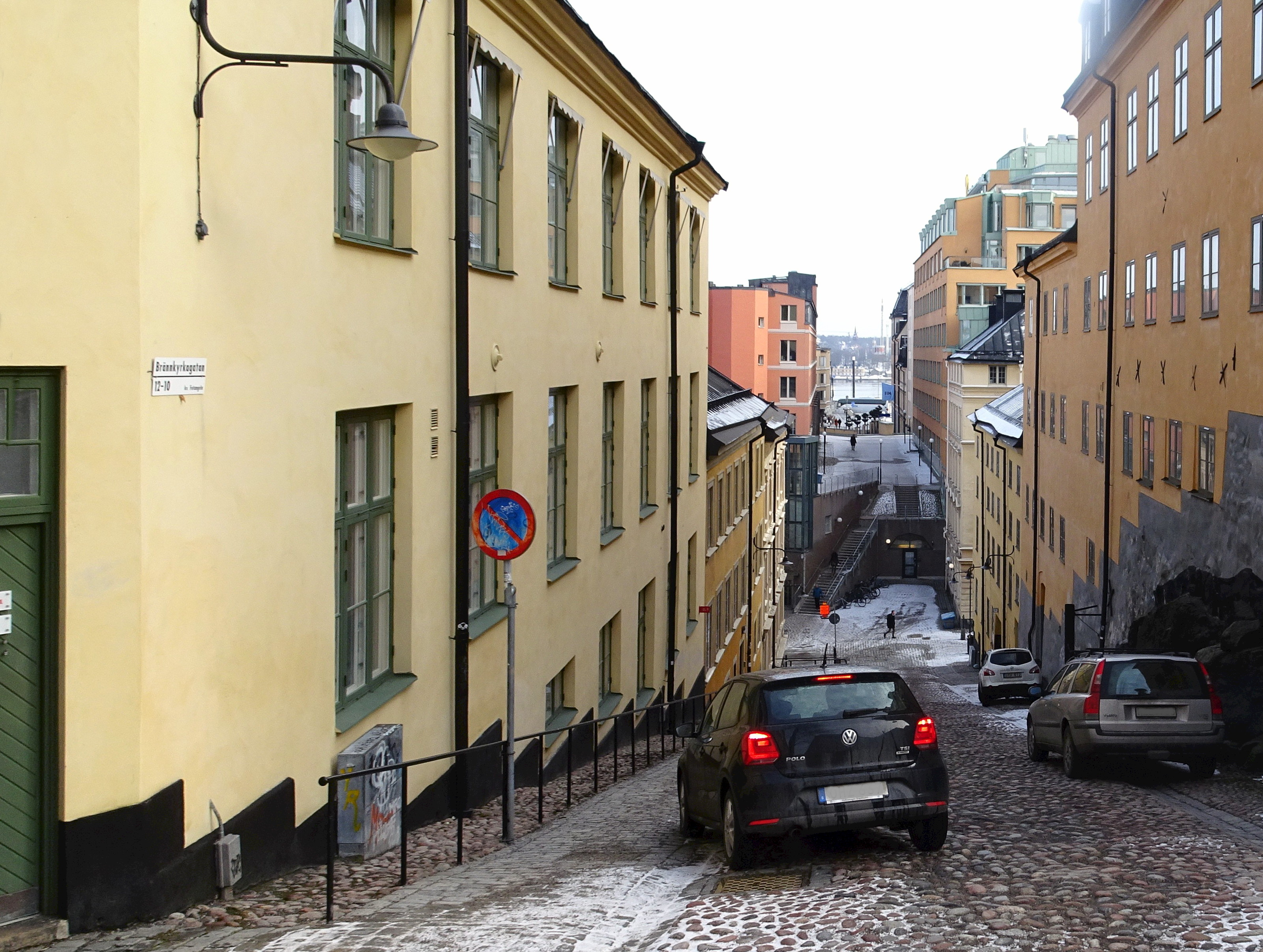
Fotangeln 3 till vänster med Brännkyrkagatan
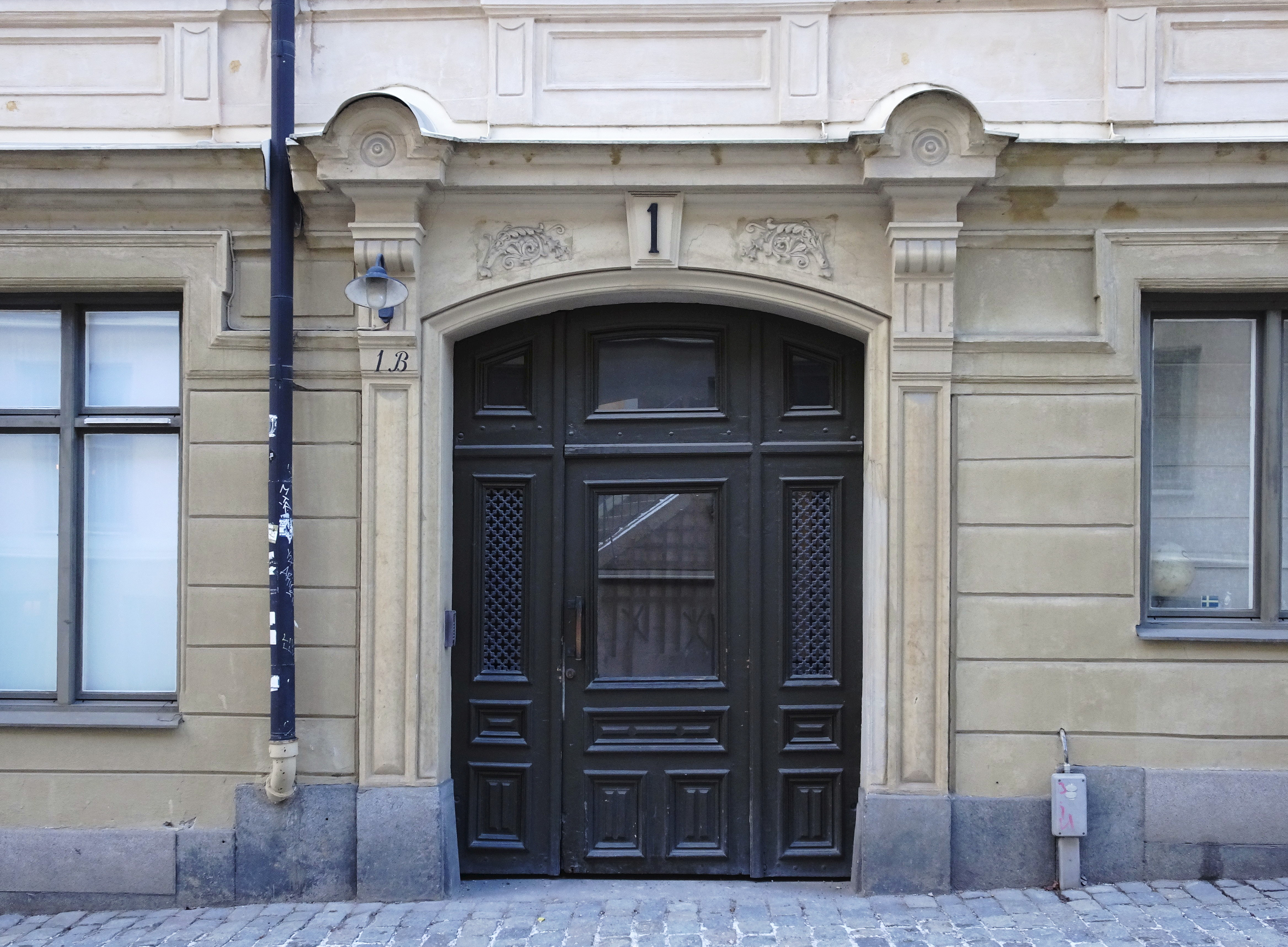
Fotangeln 1, entréportal Bastugatan 1
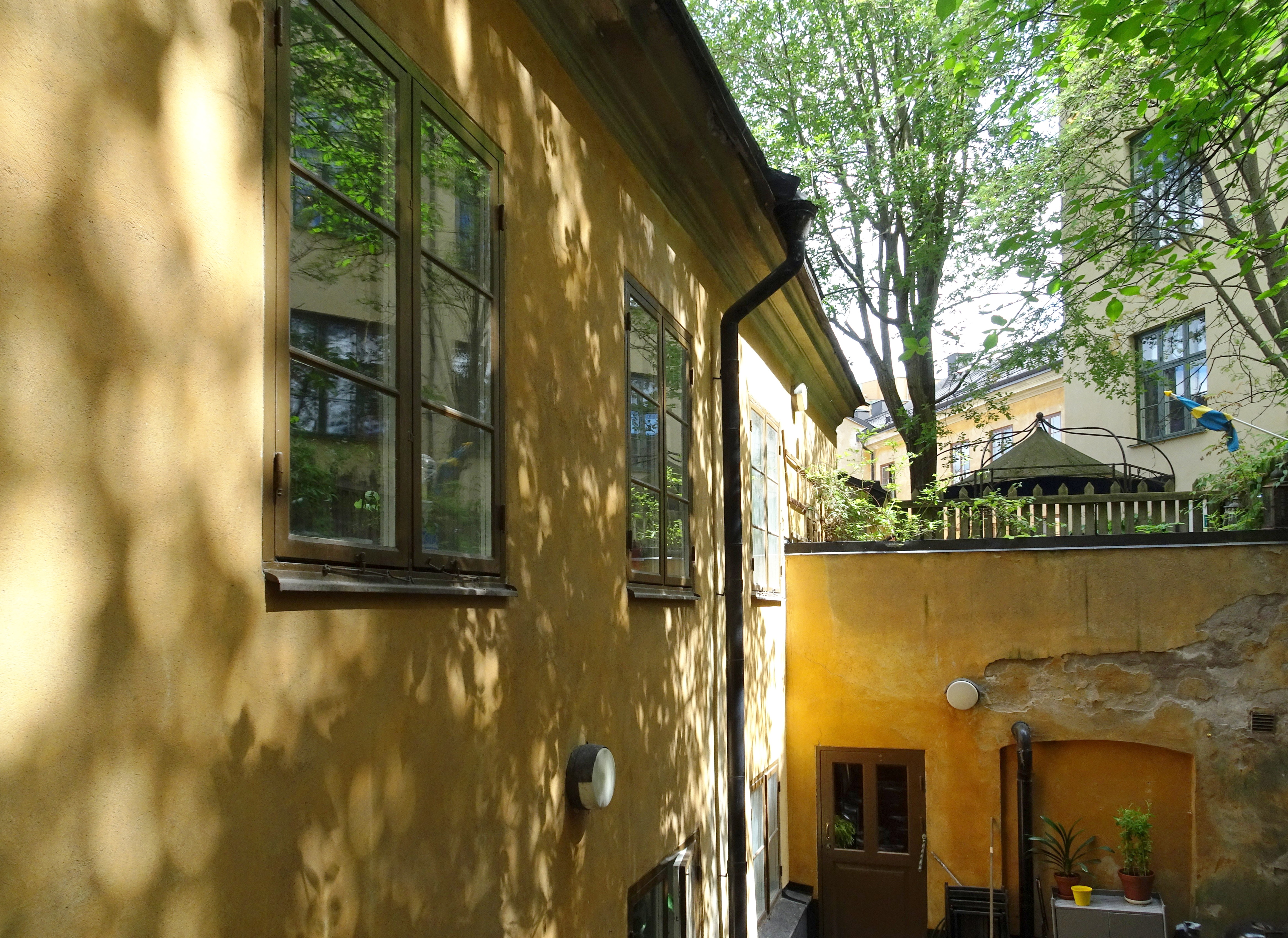
Bakgården mellan Fotangeln 5 (t.v.) och 3
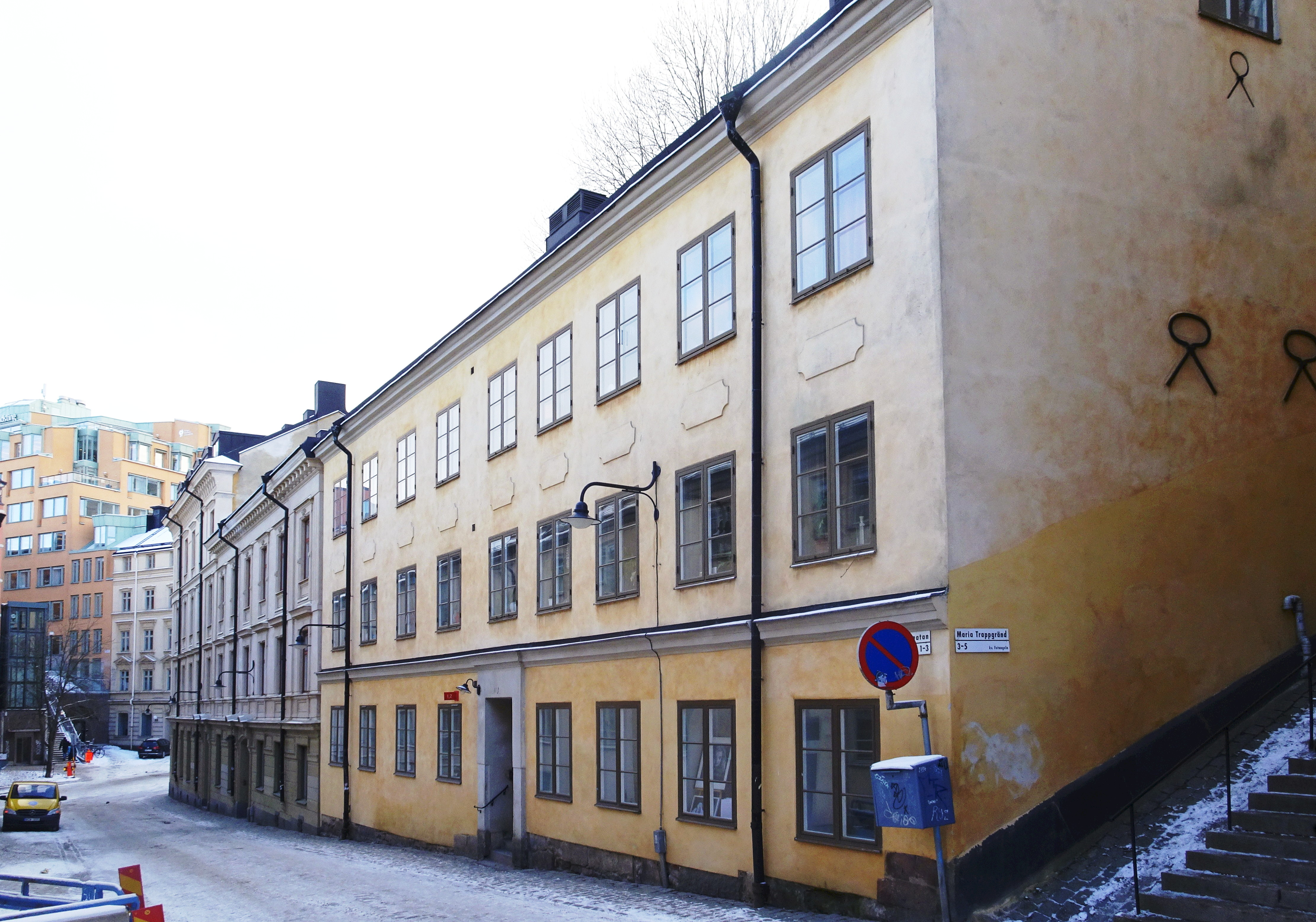
Fotangeln 5 (närmast) och 1 vid Bastugatan